# Apple Pro Display XDR
| Apple Pro Display XDR | Apple Pro Display XDR                                     | Apple Pro Display XDR |
| --------------------- | --------------------------------------------------------- | --------------------- |
|                       |                                                           |                       |
| Überblick             |                                                           |                       |
| Hersteller:           | Apple Inc.                                                |                       |
| Veröffentlichung:     | 10. Dezember 2019                                         |                       |
| Vorgänger:            | Apple Thunderbolt Display                                 |                       |
| Slogan:               | deut.: „Trau deinen Augen.“ engl.: „Believing is seeing.“ |                       |

VESA Mount Adapter des Pro Display XDR

Das Apple Pro Display XDR (offizielle Bezeichnung: Pro Display XDR; XDR für EXtreme Dynamic Range) ist ein von Apple entwickelter Computermonitor, der erstmals am 3. Juni 2019 auf der Worldwide Developers Conference (WWDC) zusammen mit dem Mac Pro der dritten Generation vorgestellt wurde und am 10. Dezember 2019 auf den Markt kam. Es ist der offizielle Nachfolger des im Jahr 2016 abgesetzten Apple Thunderbolt Display.

## Technische Daten
Das Apple Pro Display XDR enthält ein 32 Zoll großes farbkalibriertes 6K-Retina-LC-Display mit einer Auflösung von 6016 × 3384 Pixeln im 16:9-Seitenverhältnis (dies entspricht einer Pixeldichte von 218 ppi) und hat eine unverbindliche Preisempfehlung (UVP) von 4999 US-Dollar bzw. 5499 Euro. Es hat ein typisches Kontrastverhältnis von 1.000.000:1 sowie eine durchgehende maximale Helligkeit von 1.000 Nits und eine Spitzenhelligkeit von 1.600 Nits. Die Bildwiederholfrequenz beträgt 60 Hz und die Farbtiefe 10 Bit. Das Display verfügt über 526 blaue LEDs als Hintergrundbeleuchtung und kann zu einem Aufpreis von 1000 US-Dollar bzw. 1000 Euro mit einer Nano-Textur versehen werden, um Regenbogen-Artefakte und Reflexionen, die bei matten Displays zustande kommen können, zu verhindern. Diese Nanotextur wird laut Apple auf Nanometerebene in das Glas geätzt. Das Design des Displays ist dem des Mac Pro der dritten Generation ähnlich. Zur Kühlung des Systems kommen Ventilatoren zum Einsatz, die laut Herstellerangaben maximal 7 dB laut sein sollen. Für die Bildberechnungen und das Local Dimming setzt Apple auf einen eigenen Time Controller. Durch Apples eigene Light-Shaping-Technologie soll das Display trotz Flüssigkristall-Technologie fast OLED-ähnliche Schwarzwerte besitzen.
Es ist kompatibel mit allen Macintosh-Computern, die mit Thunderbolt 3 kompatibel sind, jedoch können nur der Mac Pro der dritten Generation sowie das MacBook Pro der fünften Generation die volle 6K-Auflösung darstellen; ältere Macintosh-Modelle mit Thunderbolt-3-Anschluss sind auf eine maximale Auflösung von 5120 × 2880 Pixeln limitiert. Bei der gegebenen Auflösung, 60 Hz, 24 bit liegt die Pixelrate über 29,3 GBit/s, bei 30 bit 36,6 GBit/s. Dazu sind weder das aktuelle Displayport 1.4 noch Thunderbolt (2 × 4096 × 2304) geeignet, die Schnittstellenparameter sind Apple-proprietär. Das Apple-Datenblatt äußert sich nicht zum Übertragungsmode, auch nicht zur Verwendung einer Kompression wie DSC.

## Rezeption
Bereits kurz nach der Präsentation wurde kritisiert, dass ein Ständer nicht im Lieferumfang des Apple Pro Display XDR enthalten ist, sondern separat zu einer UVP von 999 US-Dollar bzw. 1099 Euro erworben werden muss. Auch der Monitor selbst wurde von einigen Zuschauern der Präsentation als überteuert angesehen.